# ماونت فيرنون (جورجيا)
ماونت فيرنون (بالإنجليزية: Mount Vernon, Georgia)‏ هي مدينة تقع في مقاطعة مونتغومري، جورجيا بولاية جورجيا في الولايات المتحدة. تبلغ مساحة هذه المدينة 10.7 (كم²)، وترتفع عن سطح البحر 69 م، بلغ عدد سكانها 2082 نسمة في عام 2010 حسب إحصاء مكتب تعداد الولايات المتحدة.

## أعلام
- بيني ديس
- ثيودور جونسون

## وصلات خارجية
- Cities & Counties - Georgia.gov